# تبردقة
تبردقة قرية تابعة لبلدية ششار دائرة ششار ولاية خنشلة الجزائرية.
تتميز بآثارها الرومانية. يمتهن سكانها تربية المواشي، بالإضافة إلى بساتينها المتنوعة.